# Discoxenus kohkongensis
Discoxenus kohkongensis – gatunek chrząszcza z rodziny kusakowatych i podrodziny rydzenic.

## Taksonomia
Gatunek ten opisali po raz pierwszy w 2015 roku Taisuke Kanao i Munetoshi Maruyama na łamach „Zootaxa”. Jako lokalizację typową wskazano okolice Kaôh Kŏng w Kambodży. Epitet gatunkowy pochodzi od miejsca typowego. W obrębie rodzaju Discoxenus tworzy wraz z D. assmuthi, D. hirsutus, D. indicus, D. kakizoei, D. katayamai, D. lepisma, D. lucidus, D. malaysiensis, D. minutus i D. phourini grupę gatunków D. assmuthi.

## Morfologia
Chrząszcz o wydłużonym ciele długości od 1,4 do 1,5 mm i szerokości około 0,7 mm, błyszczącym, ubarwionym głównie pomarańczowobrązowo. Ponad 1,3 raza szersza niż dłuższa głowa ma zaokrąglony nadustek, pośrodku wklęśniętą przednią krawędź wargi górnej, wyraźnie widoczny ząbek na prawej żuwaczce, 3,2 raza szerszą niż dłuższą bródkę z około 20 porami i przedbródek z 6–7 porami. Na przedpleczu rośnie około 46 szczecinek makroskopowych. Poprzeczne pokrywy w przednio-bocznych narożach skąpo porastają szczecinki. Szczecinek makroskopowych na dysku pokryw jest 12. Odwłok ma tergity od trzeciego do ósmego zaopatrzone w sześć szczecinek makroskopowych. Ósmy tergit ma dwie pary szczecinek makroskopowych pośrodku i dwie pary na krawędzi tylnej. Sternity od trzeciego do siódmego mają szczecinki makroskopowe tylko na krawędziach tylnych. Pośrodku sternitów od czwartego do ósmego leży szereg żółtych szczecinek. Sternity od trzeciego do siódmego mają szereg 6–10 szczecinek makroskopowych na tylnym brzegu. Ósmy sternit ma dwie pary szczecinek makroskopowych pośrodku i dwie pary przy tylnej krawędzi. Genitalia samicy cechują się nasadową częścią spermateki półtorakrotnie dłuższą niż jej część wierzchołkowa. Genitalia samca odznaczają się wklęśniętą na spodzie i zaopatrzoną w dobrze wykształcone, umiarkowanie spiczaste żeberko dystalne kapsułą nasadową edeagusa, paramerytem około trzykrotnie szerszym od kondylitu oraz czterema lub pięcioma szczecinkami na sklerycie woreczka welarnego.

## Ekologia i występowanie
Owad ten jest termitofilem zasiedlającym gniazda termitów z gatunków Hypotermes makhamensis.
Gatunek orientalny, endemiczny dla Kambodży, znany tylko z lokalizacji typowej.